# Replikáns
A Replikáns (eredeti cím: Replicant) 2001-ben bemutatott amerikai akciófilm, melyet Ringo Lam rendezett. A főbb szerepekben Jean-Claude Van Damme és Michael Rooker látható. Van Damme harmadszor tűnik fel kettős szerepben, a Dupla dinamit (1991) és a Mindhalálig (1996) című filmek után – a Mindhalálig után ez volt Van Damme második közös filmje Ringo Lam kínai filmrendezővel.

## Cselekmény
Edward "Torch" Garrotte (Jean-Claude Van Damme) egy sorozatgyilkos, aki szabadon garázdálkodik a városban. Áldozatai azok a nők, akik szerinte rossz anyák. Általában megöli őket, majd felgyújtja az áldozat házát, bennhagyva a gyereket. Garrotte-ot az elkeseredett, nyugdíj előtt álló Jake Riley (Michael Rooker) akarja elkapni. Egy ügy során ráakadnak, de sikerül elmenekülnie Jake elől, ám a rendőr megsebesíti a gyilkost. A férfi tovább üldözné Garrotte-ot, ám elküldik a rendőrségtől, mivel megkezdődött a nyugdíja.
Jake-nek egy titkos ügynök felajánlja, hogy segíthet elkapni Garrotte-ot, ám ahhoz Jake-nek vele kell mennie. Egy titkos bázisra szállítják, ahol fény derül az igazságra. A tudósok Garrotte genetikai másolatán dolgoznak. Ugyanúgy néz ki ez is, ám nincs azon az értelmi szinten, mint bárki más felnőtt ember. Jake-nek nem tetszik az ötlet, ám kénytelen elvállalni, hogy felügyeli a replikánst, mivel a másolat segíthet ráakadni az eredetire.
Hamarosan ráakadnak Garrotte-ra, aki közben a másolatát arra akarja kényszeríteni, hogy álljon mellé. A replikáns Jake mellett dönt és együttes erővel sikerül legyőznie a sorozatgyilkost egy kórházban. Jake elmenekül, ám a replikáns bent marad az égő szobában.
Jake összeroppan, mivel az idő során megkedvelte a másolatot és annak egyedi tulajdonságait. Pár nappal később kinéz az ablakon és meglát egy esőkabátos férfit, aki egy levelet dob be a postaládájába.
A záró képsorokon azt látjuk, amint a replikáns visszamegy ahhoz az utcalányhoz, akit korábban megvédett.

## Szereplők
| Színész               | Szerep                       | Magyar hang        |
| --------------------- | ---------------------------- | ------------------ |
| Jean-Claude Van Damme | Edward Garrotte (Luc Savard) | Gáti Oszkár        |
| Jean-Claude Van Damme | replikáns                    | Gáti Oszkár        |
| Michael Rooker        | Jake Riley nyomozó           | Gesztesi Károly    |
| Catherine Dent        | Anne                         | Kisfalvi Krisztina |
| Brandon James Olson   | Danny                        | Gacsal Ádám        |
| Pam Hyatt             | Mrs. Riley                   | Illyés Mari        |
| Ian Robison           | Stan Reisman                 | Cseke Péter        |
| Allan Gray            | Roarke                       |                    |
| James Hutson          | koszos házfelügyelő          |                    |
| Jayme Knox            | Wendy Wyckham                | Keönch Anna        |
| Paul McGillion        | Hal, a rendőrkapitány        |                    |
| Chris Kelly           | Chris                        |                    |
| Peter Flemming        | Paul                         |                    |
| Margaret Ryan         | Gwendolyn Savard             |                    |
| Marnie Alton          | prostituált                  | Braun Rita         |
| Lillian Carlson       | recepciós a börtönkórházban  | Némedi Mari        |
| Ingrid Tesch          | 911-es operátor              |                    |

## A film készítése
A film költségvetése 17 millió dollár volt és 50 napig forgatták. Ez volt Jean-Claude harmadik filmje (leszámítva azokat a filmeket, amikor még nem volt híres), amit Amerikában nem mutattak be a mozik, hanem egyenesen VHS-re és DVD-re jött ki. Ennek oka – ahogy Jean-Claude egy dokumentumfilmben elmondta – a producerek sok pénzt vesztettek a Blair Witch 2 című filmmel, és féltek, hogy újra pénzt vesztenének ezzel a filmmel, ha bemutatnák a mozikban. A film tehát közvetlenül VHS-re került az USA-ban. Franciaországban viszont bemutatták a mozik. A franciáknál sikeres lett a mozikban és VHS-en is sok pénzt hozott.
2001-ben a film két jelölést is kapott a Video Premiere Award-ön. Jean-Claude-ot a Legjobb színész kategóriában, míg John Thompsont, David Dadont és Danny Lernert a Legjobb Live-Action Video Premiere Movie kategóriában jelölték.
Jean-Claude másodszor dolgozott együtt Ringo Lam-mel. Először a Mindhalálig című filmen dolgoztak együtt.

## Fogadtatás
Mike Jackson a DVD Verdict kritikusa azt állította, hogy "nem egy nagy volumenű film, de Van Damme legjobb filmje a Véres játék óta." Earl Cressey a DVD Talk-tól dicsérte a filmet, könnyed és megnyerő sci-finek nevezte, amit a Van Damme rajongók garantáltan szeretni fognak. A Rotten Tomatoes honlapon a film 27%-ot kapott, az IMDb-n pedig 5,4 pontra értékelték a nézők.